# Mikania tehuacanensis
Mikania tehuacanensis là một loài thực vật có hoa trong họ Cúc. Loài này được W.C.Holmes mô tả khoa học đầu tiên năm 1986.